# Anthony Award
Gli Anthony Awards sono premi letterari per gli scrittori di genere mystery, consegnati alla Bouchercon World Mystery Convention. Prendono il nome da Anthony Boucher (1911 - 1968), uno dei fondatori della Mystery Writers of America. Gli Anthony Awards sono considerati fra i più prestigiosi premi nel mondo degli scrittori di mystery ed hanno contribuito a dare una spinta alla carriera dei vincitori.

## Vincitori Miglior Romanzo
- 1986 - B come bugiardo (B is for Burglar) di Sue Grafton
- 1987 - C come cadavere (C is for Corpse) di Sue Grafton
- 1988 - Lo stregone deve morire (Skinwalkers) di Tony Hillerman
- 1989 - Il silenzio degli innocenti (The Silence of the Lambs) di Thomas Harris
- 1990 - The Sirens Song of Murder di Sarah Caudwell
- 1991 - G come guai (G is for Gumshoe) di Sue Grafton
- 1992 - L'ultimo detective (The Last Detective) di Peter Lovesey
- 1993 - Bootlegger's Daughter di Margaret Maron
- 1994 - Wolf in the Shadows di Marcia Muller
- 1995 - She Walks these Hills di Sharyn McCrumb
- 1996 - Under the Beetle's Cellar di Mary Willis Walker
- 1997 - Il poeta (The Poet) di Michael Connelly
- 1998 - No Colder Place di S. J. Rozan
- 1999 - Debito di sangue (Blood Work) di Michael Connelly
- 2000 - In a Dry Season di Peter Robinson
- 2001 - L'esecuzione (A Place of Execution) di Val McDermid
- 2002 - La morte non dimentica (Mystic River) di Dennis Lehane
- 2003 - La città delle ossa (City of Bones) di Michael Connelly
- 2004 - Ogni cosa è segreta (Every Secret Thing) di Laura Lippman
- 2005 - Blood Hollow di William Kent Krueger
- 2006 - Mercy Falls di William Kent Krueger
- 2007 - No Good Deeds di Laura Lippman
- 2008 - I morti lo sanno (What the Dead Know) di Laura Lippman
- 2009 - La lista (The Brass Verdict) di Michael Connelly
- 2010 - The Brutal Telling di Louise Penny
- 2011 - Bury Your Dead di Louise Penny
- 2012 - L'inganno della luce (A Trick of the Light) di Louise Penny
- 2013 - The Beautiful Mystery di Louise Penny
- 2014 - La natura della grazia (Ordinary Grace) di William Kent Krueger
- 2015 - After I'm Gone di Laura Lippman
- 2016 - The Killing Kind di Chris Holm
- 2017 - A Great Reckoning di Louise Penny
- 2018 - Texas blues (Bluebird, Bluebird) di Attica Locke
- 2019 - November Road (November Road) di Lou Berney
- 2020 - The Murder List di Hank Phillippi Ryan[2]
- 2021 - Deserto d'asfalto (Blacktop Wasteland) di S. A. Cosby[3]
- 2022 - Razorblade Tears di S. A. Cosby[4]
- 2023 - Like a Sister di  Kellye Garrett[5]
- 2024 - All the Sinners Bleed di S. A.  Cosby[6]

## Vincitori Miglior Romanzo d'Esordio
- 1986 - Trauma (When The Bough Breaks) di Jonathan Kellerman
- 1987 - Troppo tardi per morire (Too Late to Die) di Bill Crider
- 1988 - Caught Dead in Philadelphia di Gillian Roberts
- 1989 - E liberaci dal padre (A Great Deliverance) di Elizabeth George
- 1990 - Katwalk di Karen Kijewski
- 1991 - Postmortem (Postmortem) di Patricia Cornwell
- 1992 - Delitto sull'Iditarod Trail (Murder on the Iditarod Trail) di Sue Henry
- 1993 - Blanche on the Lam di Barbara Neely
- 1994 - Track of the Cat di Nevada Barr
- 1995 - The Alienist di Caleb Carr
- 1996 - Death in Bloodhound Red di Virginia Lanier
- 1997 - Death in Little Tokyo di Dale Furutani
- 1998 - Zona pericolosa (Killing floor) di Lee Child
- 1999 - La foresta di ghiaccio (Iron Lake) di William Kent Krueger
- 2000 - Murder, with Peacocks di Donna Andrews
- 2001 - La misteriosa morte della compagna Guan (Death of a Red Heroine) di Qiu Xiaolong
- 2002 - Open Season di C. J. Box
- 2003 - In the Bleak Midwinter di Julia Spencer-Fleming
- 2004 - Monkeewrench/Want to Play? di P. J. Tracy
- 2005 - Appuntamento con il morto (Dating Dead Men) di Harley Jane Kozak
- 2006 - Giro della morte (Tilt-a-Whirl) di Chris Grabenstein
- 2007 - Natura morta (Still Life) di Louise Penny
- 2008 - Nel bosco (In the Woods) di Tana French
- 2009 - Uomini che odiano le donne (The Girl With the Dragon Tattoo) di Stieg Larsson
- 2010 - A Bad Day for Sorry di Sophie Littlefield
- 2011 - Damage Done di Hilary Davidson
- 2012 - Learning to Swim di Sara J. Henry
- 2013 - Il sospetto (The Expats) di Chris Pavone
- 2014 - Yesterday's Echo di Matt Coyle
- 2015 - The Black Hour di Lori Rader-Day
- 2016 - Past Crimes di Glen Erik Hamilton
- 2017 - IQ di Joe Ide
- 2018 - Hollywood Homicide di Kellye Garrett
- 2019 - My Sister, the Serial Killer di Oyinkan Braithwaite
- 2020 - One Night Gone di Tara Laskowski
- 2021 - Winter Counts di David Heska Wanbli Weiden
- 2022 - Arsenic and Adobo di Mia P. Manansala
- 2023 - La cameriera (The Maid) di Nita Prose[5]
- 2024 - The Peacock and the Sparrow di I.S. Berry[6]

## Vincitori Miglior Tascabile Originale
- 1986 - Say No to Murder di Nancy Pickard
- 1987 - The Junkyard Dog di Robert Campbell
- 1988 - The Monkey's Raincoat di Robert Crais
- 1989 - Something Wicked di Carolyn Hart
- 1990 - Honeymoon with Murder di Carolyn Hart
- 1991 - Where's Mommy Now? di Rochelle Majer Krich e Grave Undertaking di James McCahery
- 1996 - Deal Breaker di Harlan Coben
- 1997 - Somebody Else's Child di Terris McMahan Grimes
- 1998 - Big Red Tequila di Rick Riordan
- 1999 - Butcher's Hill di Laura Lippman
- 2000 - In Big Trouble di Laura Lippman
- 2001 - Death Dances to a Reggae Beat di Kate Grilley
- 2002 - Finché non cala il buio (Dead Until Dark) di Charlaine Harris
- 2003 - Fatal Truth di Robin Burcell
- 2004 - Deadly Legacy di Robin Burcell
- 2005 - Twisted City di Jason Starr
- 2006 - The James Deans di Reed Farrel Coleman
- 2007 - Ashes and Bones di Dana Cameron
- 2008 - A Thousand Bones di P. J. Parrish
- 2009 - State of the Onion di Julie Hyzy
- 2010 - Starvation Lake di Bryan Gruley
- 2011 - Expiration Date di Duane Swierczynski
- 2012 - Buffalo West Wing di Julie Hyzy
- 2013 - Big Maria di Johnny Shaw
- 2014 - As She Left It di Catriona McPherson
- 2015 - The Day She Died di Catriona McPherson
- 2016 - The Long and Faraway Gone di Lou Berney
- 2017 - Heart of Stone di James W. Ziskin
- 2018 - The Day I Died di Lori Rader-Day
- 2019 - Under a Dark Sky di Lori Rader-Day
- 2020 - The Alchemist’s Illusion di Gigi Pandian
- 2021 - Unspeakable Things di Jess Lourey
- 2022 - Bloodline di Jess Lourey
- 2023 - The Quarry Girls di Jess Lourey[5]
- 2024 - Hide di Tracy Clark[6]

## Vincitori Miglior Racconto
- 1986 - Lucky Penny di Linda Barnes
- 1987 - The Parker Shotgun di Sue Grafton
- 1988 - Breakfast Television di Robert Barnard
- 1990 - Afraid All the Time di Nancy Pickard
- 1991 - The Celestial Buffet di Susan Dunlap
- 1992 - Lucky Dip di Liza Cody
- 1993 - Cold Turkey di Diane Mott Davidson
- 1994 - Checkout di Susan Dunlap
- 1995 - The Monster of Glamis di Sharyn McCrumb
- 1996 - And Pray Nobody Sees You di Gar Anthony Haywood
- 1997 - Accidents Will Happen di Carolyn Wheat
- 1998 - A Front Row Seat di Jan Grape e One Bag Of Coconuts di Edward D. Hoch
- 1999 - Of Course You Know that Chocolate Is a Vegetable di Barbara D'Amato
- 2000 - Noir Lite di Meg Chittenden
- 2001 - The Problem of the Potting Shed di Edward D. Hoch
- 2002 - Chocolate Moose di Bill Crider e Judy Crider
- 2003 - Too Many Cooks di Marcia Talley
- 2004 - Doppelganger di Rhys Bowen
- 2005 - Wedding Knife di Elaine Viets
- 2006 - Misdirection di Barbara Seranella
- 2007 - My Father’s Secret di Simon Wood
- 2008 - Hardly Knew Her di Laura Lippman
- 2009 - A Sleep Not Unlike Death di Sean Chercover
- 2010 - On the House di Hank Phillippi Ryan
- 2011 - Swing Shift di Dana Cameron
- 2012 - Disarming di Dana Cameron
- 2013 - Mischief in Mesopotamia di Dana Cameron
- 2014 - The Caxton Private Lending Library & Book Depository di John Connolly
- 2015 - The Odds Are Against Us di Art Taylor
- 2016 - The Little Men di Megan Abbott
- 2017 - Oxford Girl di Megan Abbott
- 2018 - My Side of the Matter di Hilary Davidson
- 2019 - The Grass Beneath My Feet di S. A. Cosby
- 2020 - The Red Zone di Alex Segura
- 2021 - 90 Miles di Alex Segura
- 2022 - Not My Cross to Bear di S. A. Cosby
- 2023 - Beauty and the Beyotch di Barb Goffman[5]
- 2024 - Ticket to Ride di Dru Ann Love e Kristopher Zgorski[6]

## Vincitori Miglior Saggio
- 1991 - Synod Of Sleuths di Jon L. Breen e Martin H. Greenberg
- 1992 - 100 Great Detectives di Maxim Jakubowski
- 1993 - Doubleday Crime Club Compendium 1928-1991 di Ellen Nehr
- 1994 - The Fine Art Of Murder: The Mystery Reader's Indispensable Companion di Ed Gorman, Martin H. Greenberg e Larry Segriff
- 1995 - Crime Fiction, 2nd Edition di B.A. Pike e J. Cooper
- 1996 - The Armchair Detective Book of Lists, 2nd Edition di Kate Stine
- 1997 - Detecting Women 2: Reader's Guide and Checklist for Mystery Series Written by Women di Willetta L. Heising
- 1998 - Non assegnato
- 1999 - Deadly Pleasures Magazine di George Easter
- 2000 - Detecting Women (3rd edition) di Willetta L. Heising
- 2001 - 100 Favorite Mysteries Of The Century di Jim Huang
- 2002 - Seldom Disappointed di Tony Hillerman
- 2003 - They Died in Vain: Overlooked, Underappreciated and Forgotten Mystery Novels di Jim Huang
- 2004 - Make Mine a Mystery: A Reader's Guide to Mystery and Detective Fiction di Gary Warren Niebuhr
- 2005 - Men's Adventure Magazines di Max Allan Collins
- 2006 - The Heirs of Anthony Boucher di Marv Lachman
- 2007 - Mystery Muses di Jim Huang e Austin Lugar
- 2008 - Arthur Conan Doyle: A Life in Letters di Jon Lellenberg, Daniel Stashower e Charles Foley
- 2009 - Anthony Boucher: A Biobibliography di Jeffrey Marks
- 2010 - Talking About Detective Fiction di P.D. James
- 2011 - Agatha Christie's Secret Notebooks di John Curran
- 2012 - The Sookie Stackhouse Companion di Charlaine Harris
- 2013 - Books to Die For: The World's Greatest Mystery Writers on the World's Greatest Mystery Novels di John Connolly e Declan Burke
- 2014 - The Hour of Peril: The Secret Plot To Murder Lincoln Before the Civil War di Daniel Stashower
- 2015 - Writes of Passage: Adventures on the Writer's Journey di Hank Phillippi Ryan
- 2016 - Forensics: What Bugs, Burns, Prints, DNA, and More Tell Us About Crime di Val McDermid
- 2017 - Shirley Jackson: A Rather Haunted Life di Ruth Franklin
- 2018 - Killers of the Flower Moon: The Osage Murders and the Birth of the FBI di David Grann
- 2019 - I’ll Be Gone in the Dark: One Woman's Obsessive Search for the Golden State Killer di Michelle McNamara
- 2020 - The Mutual Admiration Society: How Dorothy L. Sayers and her Oxford Circle Remade the World for Women di Mo Moulton
- 2021 - Unspeakable Acts: True Tales of Crime, Murder, Deceit, and Obsession di Sarah Weinman
- 2022 - How To Write a Mystery: A Handbook From Mystery Writers of America di Lee Child e Laurie King
- 2023 - The Life of Crime: Detecting the History of Mysteries and Their Creators di Martin Edwards[5]
- 2024 - A Fever in the Heartland di Timothy Eagan[6]